# 柱住山
柱住山，位于中华人民共和国浙江省东北部舟山群岛马鞍列岛中的一座岛屿，隶属于浙江省嵊泗县菜园镇管辖。柱住山地处东绿华岛东南3.32千米，求子山以南550米。岛屿呈东西走向，长870米，宽240米，海岸线长2.60千米，陆地面积0.276平方千米，最高点海拔80.1米。柱住山附近海域多乌贼等水产资源，早起每逢渔汛，渔民就来岛搭棚临时居住，方言说“住一住”，谐音作为“柱住山”。